# Sestri Levante
Sestri Levante é uma comuna italiana da região da Ligúria, província de Génova, com cerca de 19.356 (2001) habitantes. Estende-se por uma área de 33,33 km², tendo uma densidade populacional de 581 hab/km². Faz fronteira com Casarza Ligure, Lavagna, Moneglia, Ne.

## História
Os primeiros habitantes da região foram os Tigullii, uma tribo Lígure. Na época romana era conhecida como Segesta Tigulliorum e no período medieval foi parte da República de Gênova.

## Demografia
| Variação demográfica do município entre 1861 e 2011                               |
|                                                                                   |
| Fonte: Istituto Nazionale di Statistica (ISTAT) - Elaboração gráfica da Wikipedia |